# Stupid Girl
«Stupid Girl» — песня, написанная и спродюсированная альтернативной рок-группой Garbage для альбома Garbage. Песня стала хитом в США и Великобритании. Успех этой песни увеличил продажи альбома Garbage настолько, что этот альбом оказался в первой двадцатке Billboard 200 и первой десятке UK Albums Chart. «Stupid Girl» была номинирована на 2 премии Грэмми, за лучшую песню в жанре рок и за лучшее рок-выступление дуэта или группы, а также на датскую премию Грэмми за лучшую рок-песню, на MTV Video Music Award как лучший новый рок-исполнитель, и MTV Europe Music Awards за лучшую песню.

## Позиции в чартах
| Чарт (1996)                                 | Высшая Позиция |
| ------------------------------------------- | -------------- |
| Australia Singles Chart (ARIA)              | 47             |
| Canada Top 100 Singles (RPM)                | 30             |
| Canada Alternative 30 (RPM)                 | 2              |
| France Singles Chart (SNEP)                 | 38             |
| Iceland (Íslenski Listinn) (IFPI)           | 4              |
| Ireland Singles Chart (IRMA)                | 16             |
| New Zealand Singles Chart (RIANZ)           | 32             |
| United Kingdom Singles Chart (CIN)          | 4              |
| U.S. Billboard Hot 100                      | 24             |
| U.S. Adult Top 40 (Billboard)               | 36             |
| U.S. Hot Dance Music/Club Play (Billboard)  | 5              |
| U.S. Hot Mainstream Rock Tracks (Billboard) | 39             |
| U.S. Hot Modern Rock Tracks (Billboard)     | 2              |
| U.S. Top 40 Mainstream (Billboard)          | 25             |

| Чарт (2007)                                    | Высшая Позиция |
| ---------------------------------------------- | -------------- |
| UK Singles (The Official UK Charts Company)[A] | 197            |

Чарты конца года
| Чарт (1996)                       | Позиция |
| --------------------------------- | ------- |
| UK Singles (CIN)                  | 113     |
| UK Airplay (CIN)                  | 36      |
| US Modern Rock Tracks (Billboard) | 10      |